# Plesiopelma longisternale
Plesiopelma longisternale é uma espécie de aranha pertencente à família Theraphosidae (tarântulas).